# Cronache di Norimberga
Le Cronache di Norimberga sono un'opera compilatoria di Hartmann Schedel, scritta in lingua latina nel 1493. Si tratta di una storia illustrata del mondo, la quale segue la narrazione biblica; il libro contiene inoltre la storia di molte delle grandi città dell'Occidente.
Conosciuto anche come Liber Chronicarum e Die Schedelsche Weltchronik, è uno dei più importanti libri stampati nel XV secolo, molto celebre per l'integrazione del testo con numerose illustrazioni. Fu stampato a Norimberga nel 1493 da Anton Koberger e, dopo pochi mesi, fu seguito da una traduzione tedesca di Georg Alt  (il suo nome più conosciuto deriva dalla città dove fu pubblicato). Alcune copie di lusso furono messe in vendita con le illustrazioni colorate a mano.

## Contenuto
I contenuti dell'opera sono divisi in sette età:
1. Prima età: Dalla Creazione al Diluvio universale;
2. Seconda età: Fino alla nascita di Abramo;
3. Terza età: Fino a Re Davide;
4. Quarta età: Fino all'esilio babilonese;
5. Quinta età: Fino alla nascita di Gesù Cristo;
6. Sesta età: Fino all'epoca contemporanea alla composizione dell'opera;
7. Settima età: Veduta della fine del mondo e Giudizio Universale.

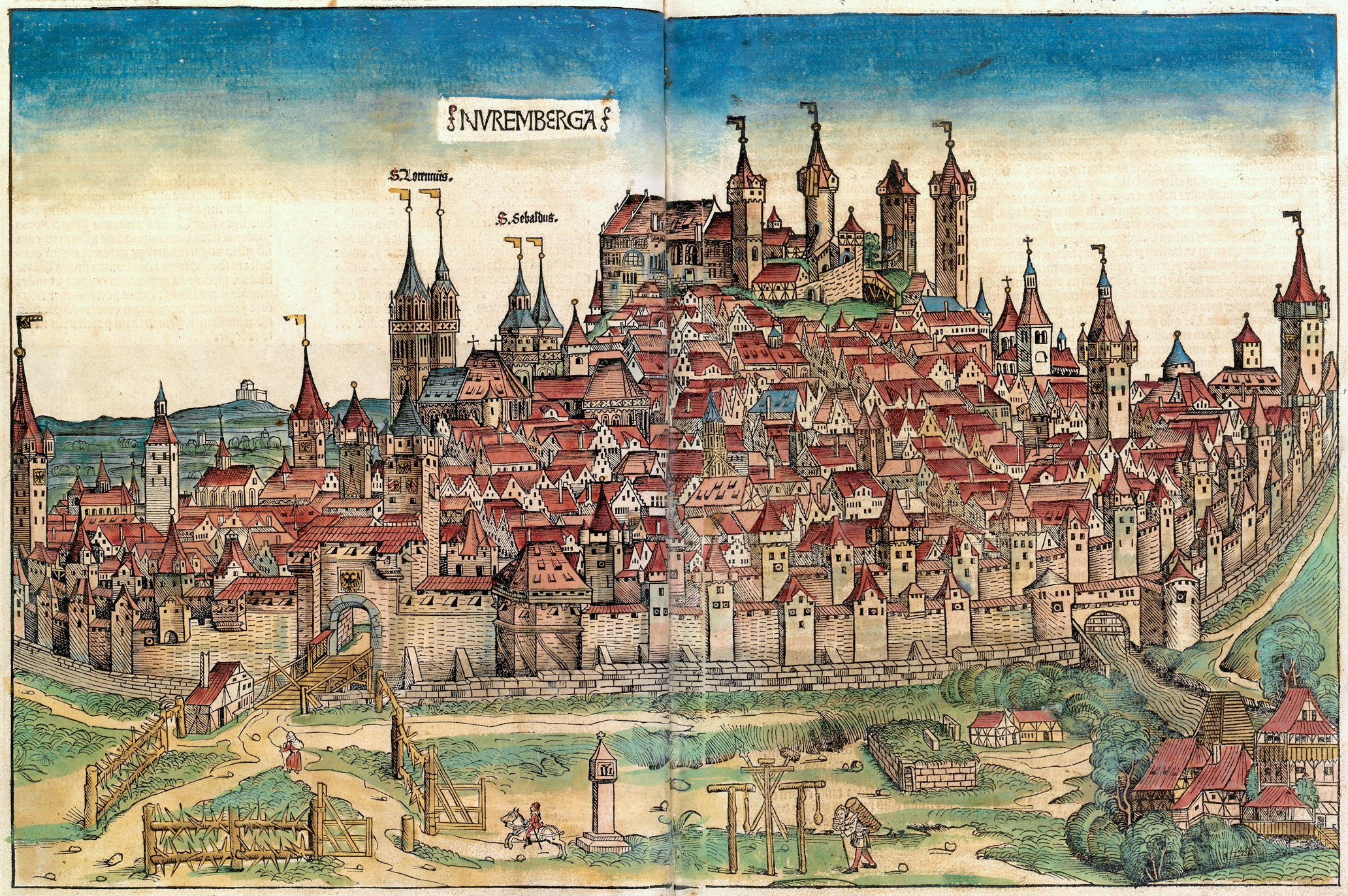
Illustrazione della città di Norimberga.